# Chapelle Saint-Vincent d'Hérouville-Saint-Clair
La chapelle Saint-Vincent d'Hérouville-Saint-Clair est une ancienne chapelle catholique en ruines située à Hérouville-Saint-Clair dans le département français du Calvados en région Normandie.

## Localisation
L'ancienne chapelle est située dans le département français du Calvados, sur la commune d'Hérouville-Saint-Clair, hameau de Lébisey.

## Historique
La chapelle dont les vestiges subsistent est bâtie au XIIIe siècle et est une partie d'un prieuré dépendance de l'abbaye d'Ardenne à partir de 1291, même si la dépendance est connue dès le XIIe siècle,. La chapelle sert de lieu de sépulture pour les seigneurs de Lébisey.
Le prieuré est vendu comme bien national durant la Révolution française, en 1795, et transformé en exploitation agricole. La nef devient à ce moment une orangerie et le chœur est utilisé pour sa part comme chapelle privée, conservant un usage cultuel. 
Elle a été détruite lors de la bataille de Normandie. Depuis ne sont conservées que des ruines de la façade occidentale et le contrefort nord.
La chapelle est inscrite au titre des monuments historiques le 29 octobre 2004.
Elle est commentée lors des journées européennes du patrimoine.

## Description
Arcisse de Caumont considère dans son ouvrage qu'une « corniche garnie de dents de scie » et quelques autres détails permettent de dater la chapelle du XIIIe siècle.

## Galerie

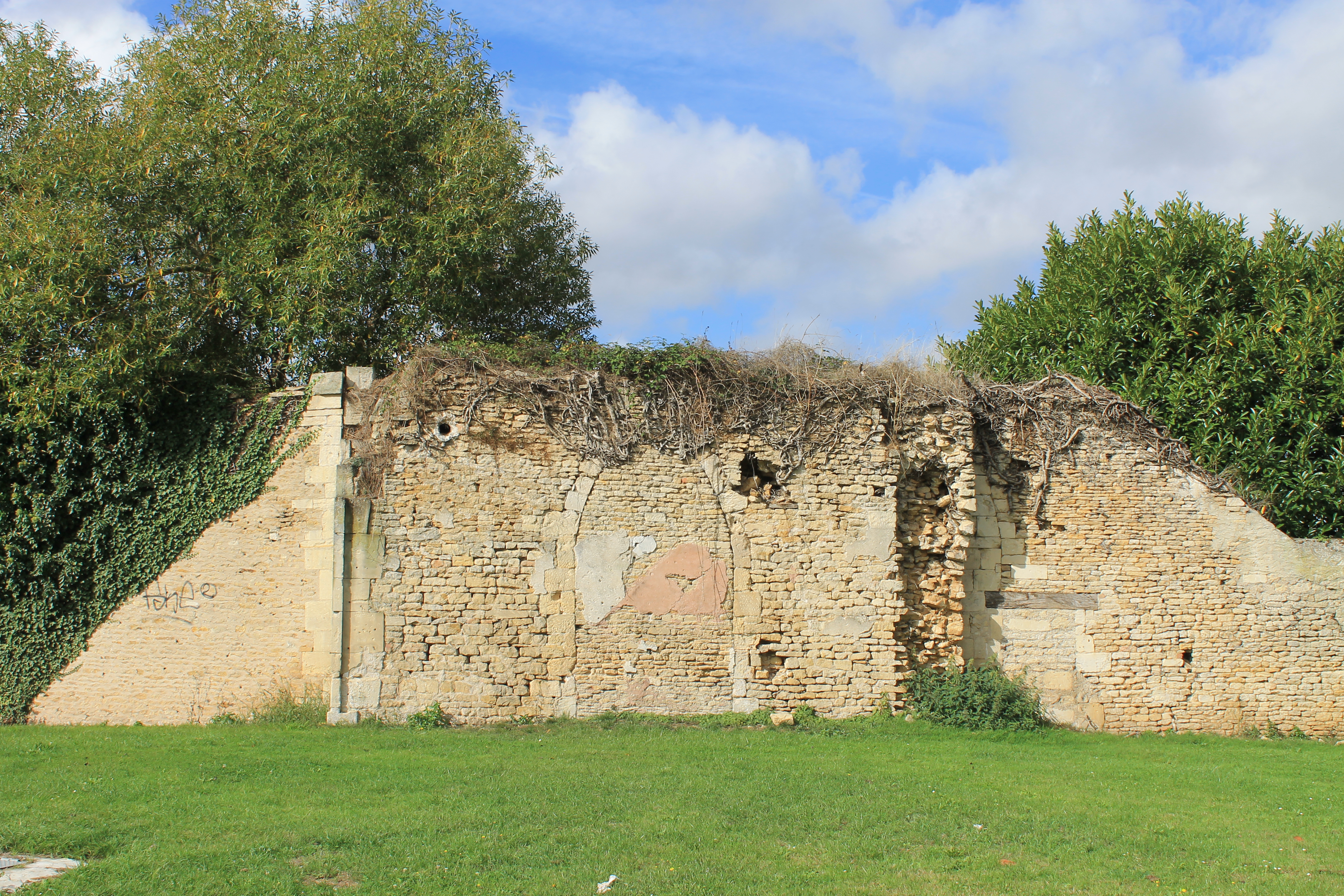
Face sud-est du portail de la chapelle Saint-Vincent
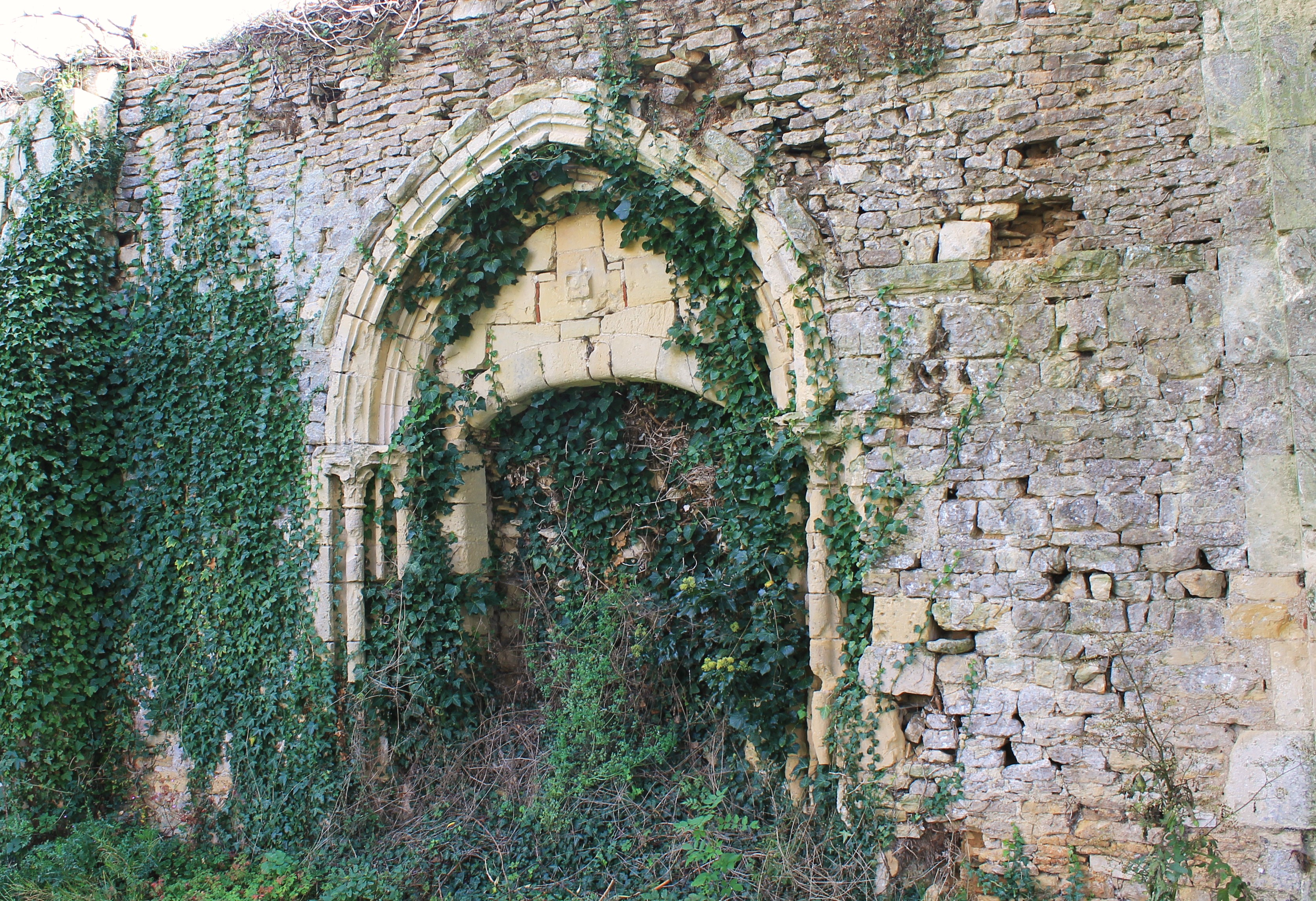
Détail du portail